# System autopojetyczny
System autopojetyczny, system autopoietyczny (od gr. auto-, samo, i poiesis, wytwarzanie) – system samowytwarzający się, powstający i odtwarzający się tylko z użyciem własnych elementów. Reprodukuje (na przykład rozmnaża) się on poprzez rekonstrukcję samego siebie w reakcji na bodźce zmieniającego się środowiska.
Zatem autopojeza (autopoieza, autopoeza) to zdolność do samotworzenia i samoodtwarzania się (samoodnowy), która umożliwia przetrwanie systemu oraz jego dalsze istnienie i rozwój. Pojęcie to zastosowali na początku lat 70. XX wieku dwaj chilijscy biolodzy, Humberto Maturana i Francisco Varela, do opisania istot żywych jako systemów; rozpropagował je na gruncie nauk społecznych (szczególnie socjologii) Niklas Luhmann.

## Organizmy żywe
Pojęcie to wprowadzono w ramach poszukiwań odpowiedzi na pytania o istotę życia jako zjawiska, w tym dotyczące biogenezy i ewolucji – zasad samoorganizacji biologicznych systemów złożonych (organizmów, biocenoz, ekosystemów).

## Prawo
Koncepcja prawa jako systemu autopojetycznego pojawia się w pracach Luhmanna i jest kontynuowana przez jego uczniów (szczególnie Günthera Teubnera). Wraz z rozwojem społecznym prawo stopniowo autonomizuje się od innych systemów społecznych (gospodarki czy polityki) i stopniowo osiąga status prawa autopojetycznego (systemy prawne współczesnych państw wysoko rozwiniętych). W tej ewolucji wyróżnić można trzy etapy:
1. etap prawa dyfuzyjnego, w którym prawo odróżnia się od moralności, polityki, religii
2. etap prawa częściowo autopojetycznego, w którym następuje stopniowe usamodzielnianie się prawa, na przykład przez wytworzenie się osobnych reguł tworzenia lub stosowania prawa
3. etap prawa w pełni autopojetycznego.